# Parc Navodnytsky
Le parc Navodnytskyi (en ukrainien : Наводницький парк) est un parc situé dans la ville de Kiev en Ukraine.
D'une taille de 10.2 hectares, il se situe en rive droite du Dniepr et est aussi connu pour abriter la statue des frères Kyi, Shchek, Khoryv et leur sœur Lybid.
Le parc a été créé en 1972.

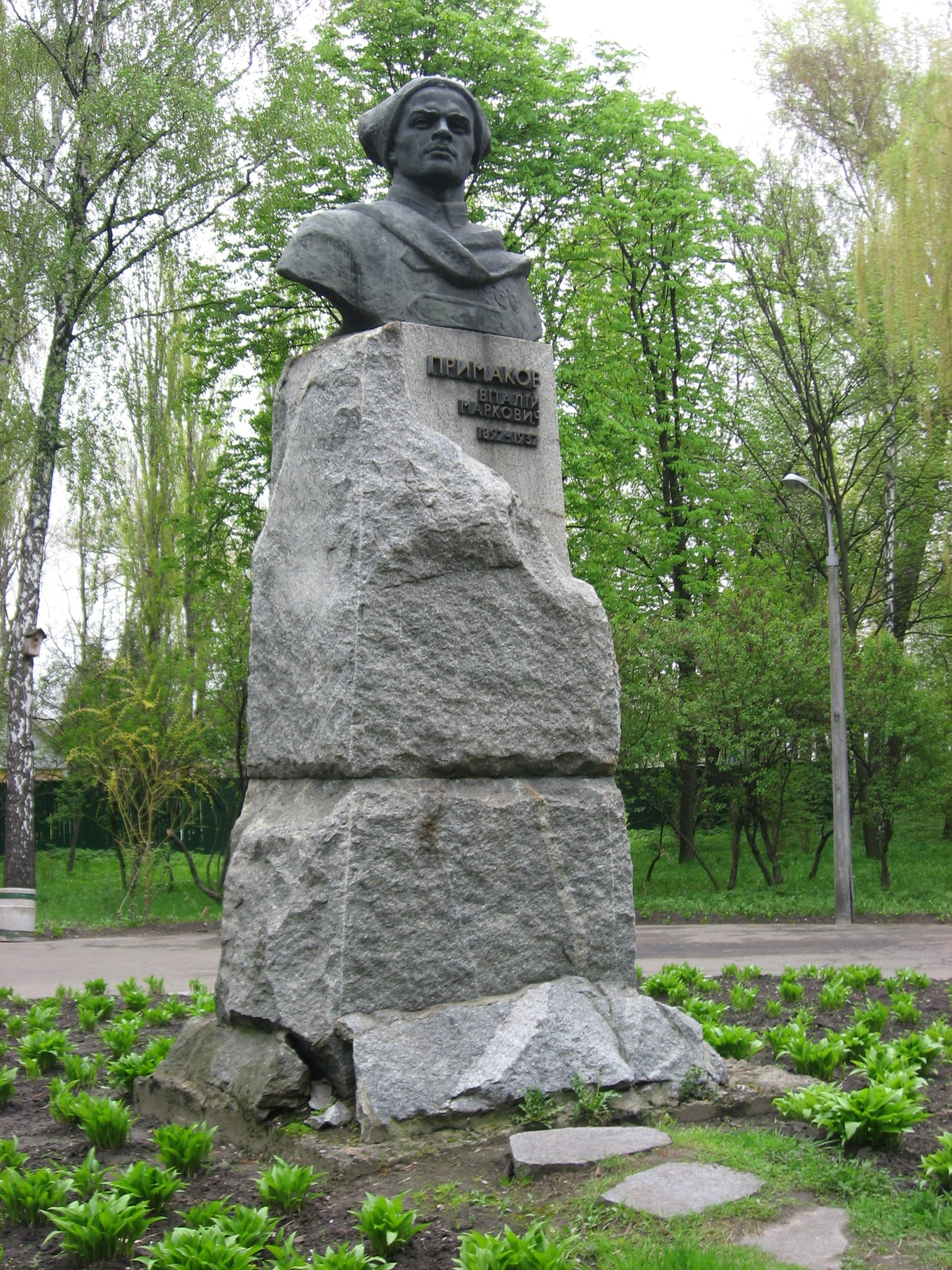
Buste de Primakov classé[1].
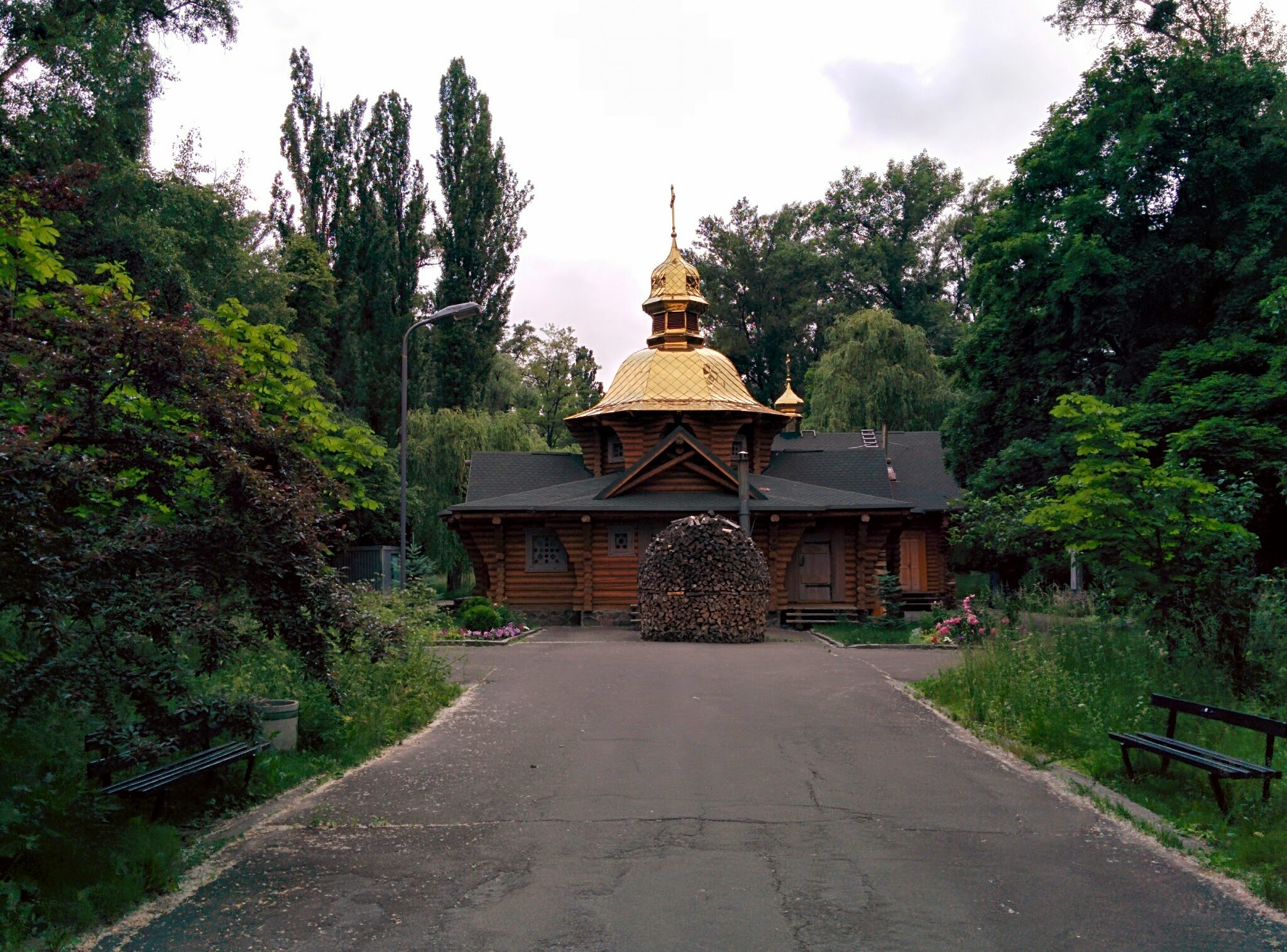
Chapelle du parc classé[2].
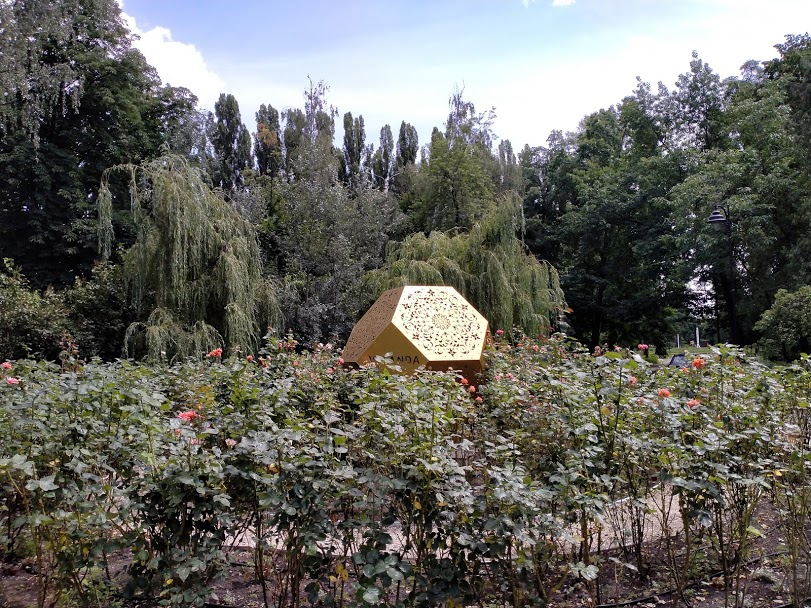
Roseraie.
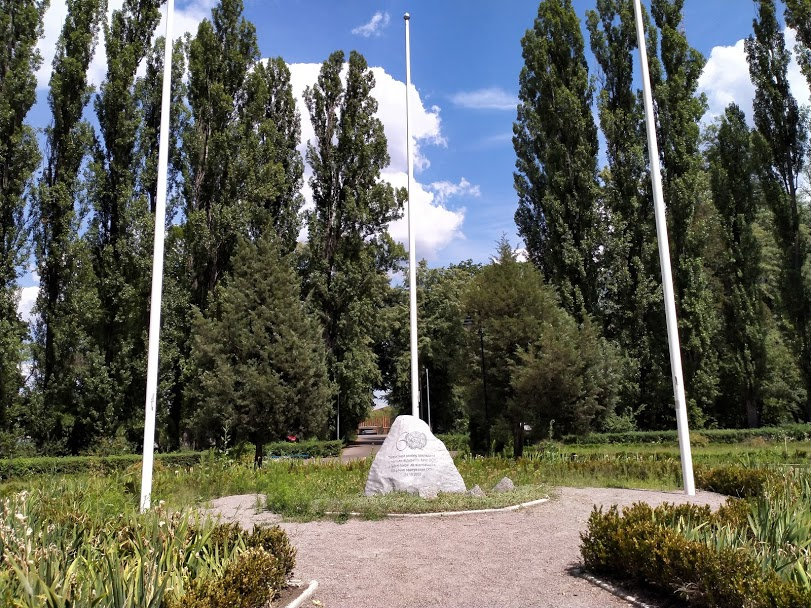
Monument classé[3].